# Slot Homburg
Slot Homburg (Duits: Schloss Homburg) is een slot gelegen in de nabijheid van het stadje Nümbrecht in de Oberbergischer Kreis (Duitsland).
Hoe oud het slot precies is, is onbekend. Het slot wordt in ieder geval in 1276 genoemd. Het slot wordt sinds 1926 gebruikt als museum.